# U-254
U-254 — средняя немецкая подводная лодка типа VIIC времён Второй мировой войны.

## История
Заказ на постройку субмарины был отдан 23 сентября 1939 года. Лодка была заложена 14 декабря 1940 года на верфи Бремен-Вулкан под строительным номером 19, спущена на воду 20 сентября 1941 года. Лодка вошла в строй 8 ноября 1941 года под командованием капитан-лейтенанта Ганса Гилардоне.

### Командиры
- 8 ноября 1941 года — 8 декабря 1942 года капитан-лейтенант Ганс Гилардоне
- сентябрь — октябрь 1942 года капитан-лейтенант Одо Лёве

### Флотилии
- 8 ноября 1941 года — 31 июля 1942 года — 8-я флотилия (учебная)
- 1 августа 1942 года — 8 декабря 1942 года — 9-я флотилия

### История службы
Лодка совершила 3 боевых похода. Потопила 3 судна суммарным водоизмещением 18 967 брт. Затонула 8 декабря 1942 года в Северной атлантике к юго-востоку от мыса Фарвель, Гренландия, примерные координаты 55° с. ш. 40° з. д. в результате столкновения c U-221. 41 погибший, 4 члена экипажа спаслись.

### Волчьи стаи
U-254 входила в состав следующих «волчьих стай»:
- Luchs 1 — 7 октября 1942
- Leopard 8 — 14 октября 1942
- Panther 8 — 14 октября 1942
- Panzer 29 ноября — 8 декабря 1942